# Liste der Biografien/Mors
Liste der Biografien |
Portal Biografien |
Personensuche
# |
A |
B |
C |
D |
E |
F |
G |
H |
I |
J |
K |
L |
M |
N |
O |
P |
Q |
R |
S |
T |
U |
V |
W |
X |
Y |
Z |
?
 
Ma |
Mb |
Mc |
Md |
Me |
Mf |
Mg |
Mh |
Mi |
Mj |
Mk |
Ml |
Mm |
Mn |
Mo |
Mp |
Mq |
Mr |
Ms |
Mt |
Mu |
Mv |
Mw |
Mx |
My |
Mz
 
Moa |
Mob |
Moc |
Mod |
Moe |
Mof |
Mog |
Moh |
Moi |
Moj |
Mok |
Mol |
Mom |
Mon |
Moo |
Mop |
Moq |
Mor |
Mos |
Mot |
Mou |
Mov |
Mow |
Mox |
Moy |
Moz
 
Mora |
Morb |
Morc |
Mord |
More |
Morf |
Morg |
Morh |
Mori |
Mork |
Morl |
Morm |
Morn |
Moro |
Morp |
Morr |
Mors |
Mort |
Moru |
Morv |
Morw |
Mory |
Morz
Die Liste der Biografien führt alle Personen auf, die in der deutschsprachigen Wikipedia einen Artikel haben. Dieses ist eine Teilliste mit 139 Einträgen von Personen, deren Namen mit den Buchstaben „Mors“ beginnt.

## Mors
- Mors, Antonius, niederländischer Orgelbauer in Schwerin und Brandenburg
- Mors, Egbert-Jan ter (* 1941), niederländischer Fußballspieler
- Mors, Frederick (* 1889), österreichischer Serienmörder
- Mors, Harald (1910–2001), deutscher Offizier in der Wehrmacht und in der Bundeswehr
- Mörs, Johann Heinrich Augustin von († 1730), deutscher Priester und Offizial
- Mörs, Johann Heinrich von († 1728), deutscher Priester und Offizial im Erzbistum Köln
- Mors, Jorien ter (* 1989), niederländische Shorttrackerin und Eisschnellläuferin
- Mörs, Norbert (* 1955), deutscher Kommunalpolitiker (CDU)
- Mors, Rudolf (1920–1988), deutscher Komponist

### Morsb
- Morsbach, Adolf (1890–1937), deutscher Jurist und Wissenschaftsfunktionär
- Morsbach, Bernhard von (1841–1909), preußischer Generalleutnant
- Morsbach, Engelbert von (1876–1954), deutscher Generalleutnant
- Morsbach, Lorenz (1850–1945), deutscher Anglist und Hochschullehrer
- Morsbach, Peter (1956–2025), deutscher Kunsthistoriker, Honorarprofessor, Autor und Verleger
- Morsbach, Petra (* 1956), deutsche SchriftstellerinPetra Morsbach (* 1956)

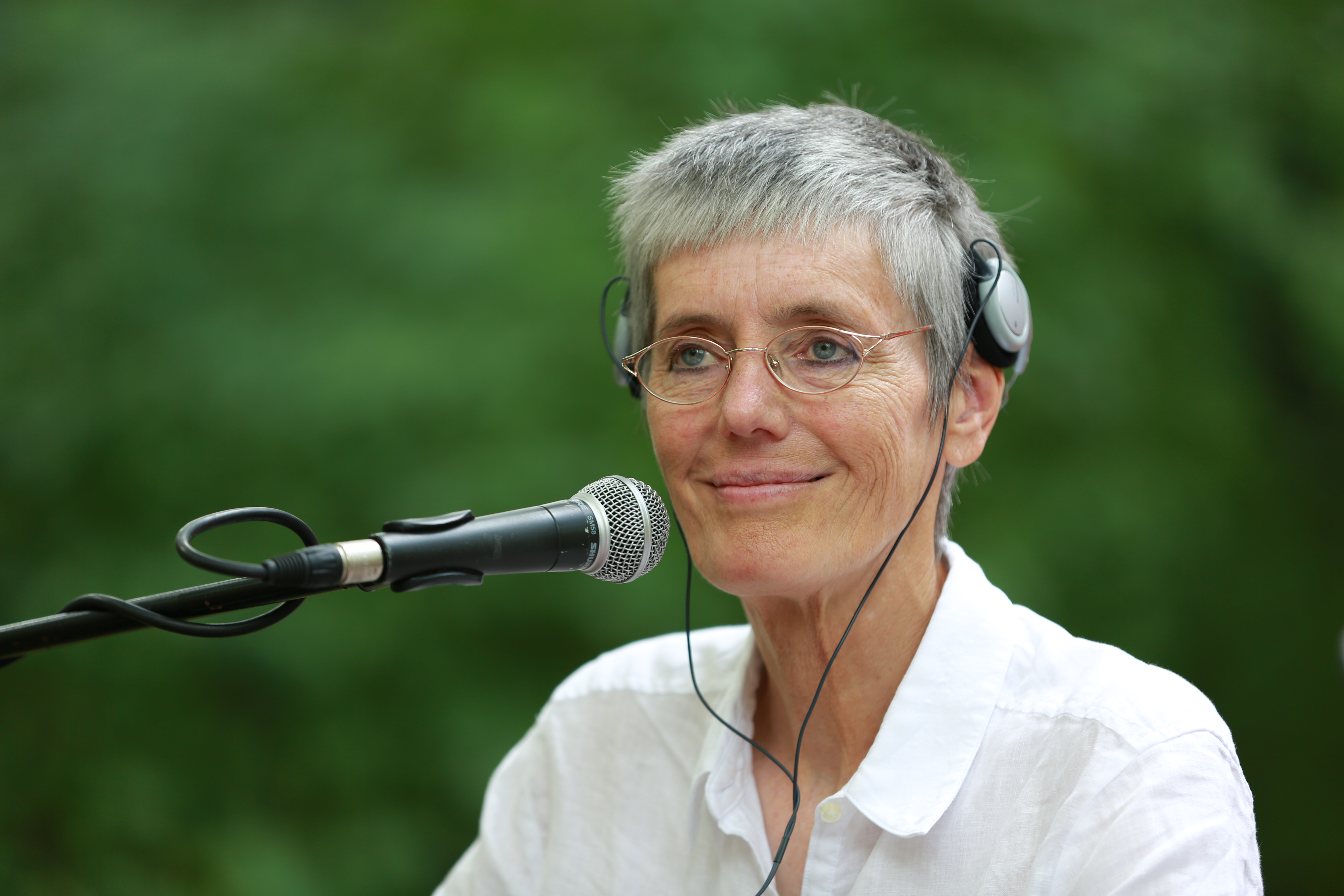
Petra Morsbach (* 1956)

- Mörsberger, Hermann (1872–1940), deutscher Offizier, zuletzt Konteradmiral der Kaiserlichen Marine
- Morsblech, Nicole (* 1972), deutsche Politikerin (FDP), MdL

### Morsc
- Morsch, Anke (* 1969), deutsche Politikerin (SPD), Richterin, Gerichtspräsidentin und Staatssekretärin
- Morsch, Anna (1841–1916), deutsche Musikpädagogin und Musikschriftstellerin
- Morsch, Bertilo João (* 1964), brasilianischer Geistlicher und römisch-katholischer Weihbischof in Porto Alegre
- Mörsch, Carmen (* 1968), deutsche Künstlerin und Hochschullehrerin
- Mörsch, Emil (1872–1950), deutscher Bauingenieur, Forscher und Hochschullehrer
- Morsch, Frans, niederländischer Computerschachprogrammierer
- Mörsch, Georg (* 1940), deutscher Kunsthistoriker und Denkmalpfleger
- Morsch, Günter (* 1952), deutscher Historiker und Gedenkstättenleiter
- Morsch, Ingrid (* 1949), deutsche Badmintonspielerin
- Morsch, Lorena (* 2008), deutsche Tischtennisspielerin
- Morsch, Matthias († 1558), deutscher Zisterzienser und Abt des Klosters Himmerod
- Morschakin, Alexei (* 1974), weißrussischer Biathlet
- Morschauser, Gus (1969–2016), kanadischer Eishockeytorwart und Unternehmer
- Morscheck, Karl-Heinz (* 1940), deutscher Künstler und Buchautor
- Mörschel, Heinz (* 1997), dominikanischer Fußballspieler
- Morschel, Th. Siegfried A. (1920–2002), deutscher Architekt und Bauunternehmer
- Morscher, Andreas (* 1980), österreichischer Fußballtorwart und -torwarttrainer
- Morscher, Edgar (1941–2023), österreichischer Philosoph
- Morscher, Elmar (* 1962), österreichischer Fußballspieler
- Morscher, Erwin (1929–2008), Schweizer Mediziner, Orthopädischer Chirurg, Klinikleiter und Autor
- Mörscher, Franz (1931–2018), deutscher Maler, Bildhauer Mosaikkünstler, Fotograf und Sachbuchautor
- Morscher, Harald (* 1972), österreichischer Radrennfahrer und Sportlicher Leiter
- Morscher, Heinrich (1929–2008), österreichischer katholischer Priester
- Morscher, Raphael (* 1999), österreichischer Fußballspieler
- Morscher, Reinhart (1938–2004), österreichischer Künstler, Grafikdesigner, Typograf und Plakatkünstler
- Morscher, Siegbert (* 1939), österreichischer Jurist, emeritierter Universitätsprofessor und ehemaliger Verfassungsrichter
- Morscher, Veronika (* 1991), österreichische Singer-Songwriterin und Jazzsängerin
- Morsches, Max (* 1946), deutscher Heimatforscher und Genealoge
- Morschett, Karsten (* 1971), deutscher Schauspieler und Regisseur
- Morschheim, Johann von († 1516), Adliger im Dienst der Kurpfalz, Burggraf und Oberamtmann, Buchautor
- Morschheuser, Karl (1904–1934), deutscher römisch-katholischer Geistlicher, Steyler Missionar und Märtyrer
- Morschitzky, Hans (* 1952), österreichischer klinischer Psychologe und Psychotherapeut
- Morschtschinin, Pawel Sergejewitsch (1933–2009), sowjetischer Skilangläufer

### Morsd
- Mörsdorf, Josef (1906–1995), deutscher katholischer Theologe
- Mörsdorf, Klaus (1909–1989), römisch-katholischer Geistlicher, Theologe, Kirchenrechtler
- Mörsdorf, Stefan (* 1961), deutscher Politiker (CDU)
- Mörsdorf, Werner (* 1956), deutscher Fußballspieler

### Morse
- Morse, Anson Ely (1879–1966), US-amerikanischer Historiker
- Morse, Anthony (1911–1984), US-amerikanischer Mathematiker
- Morse, Barry (1918–2008), englischer Theater- und Filmschauspieler
- Morse, Chuck (* 1960), US-amerikanischer Politiker
- Morse, David (* 1953), US-amerikanischer SchauspielerDavid Morse (* 1953)

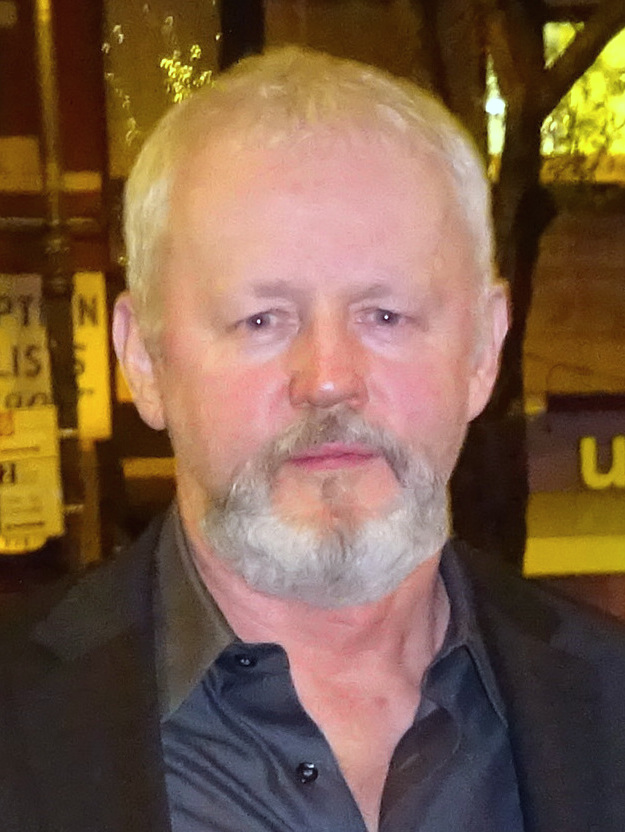
David Morse (* 1953)

- Morse, Derek, US-amerikanischer Schauspieler
- Morse, Edward S. (1838–1925), US-amerikanischer Zoologe und Experte für japanische Keramik
- Morse, Elijah A. (1841–1898), US-amerikanischer Politiker
- Morse, Ella Mae (1924–1999), US-amerikanische Jazz- und R&B-Sängerin
- Morse, Elmer A. (1870–1945), US-amerikanischer Politiker
- Morse, F. Bradford (1921–1994), US-amerikanischer Politiker
- Morse, Freeman H. (1807–1891), US-amerikanischer Politiker
- Morse, Harmon Northrop (1848–1920), US-amerikanischer ChemikerHarmon Northrop Morse (1848–1920)

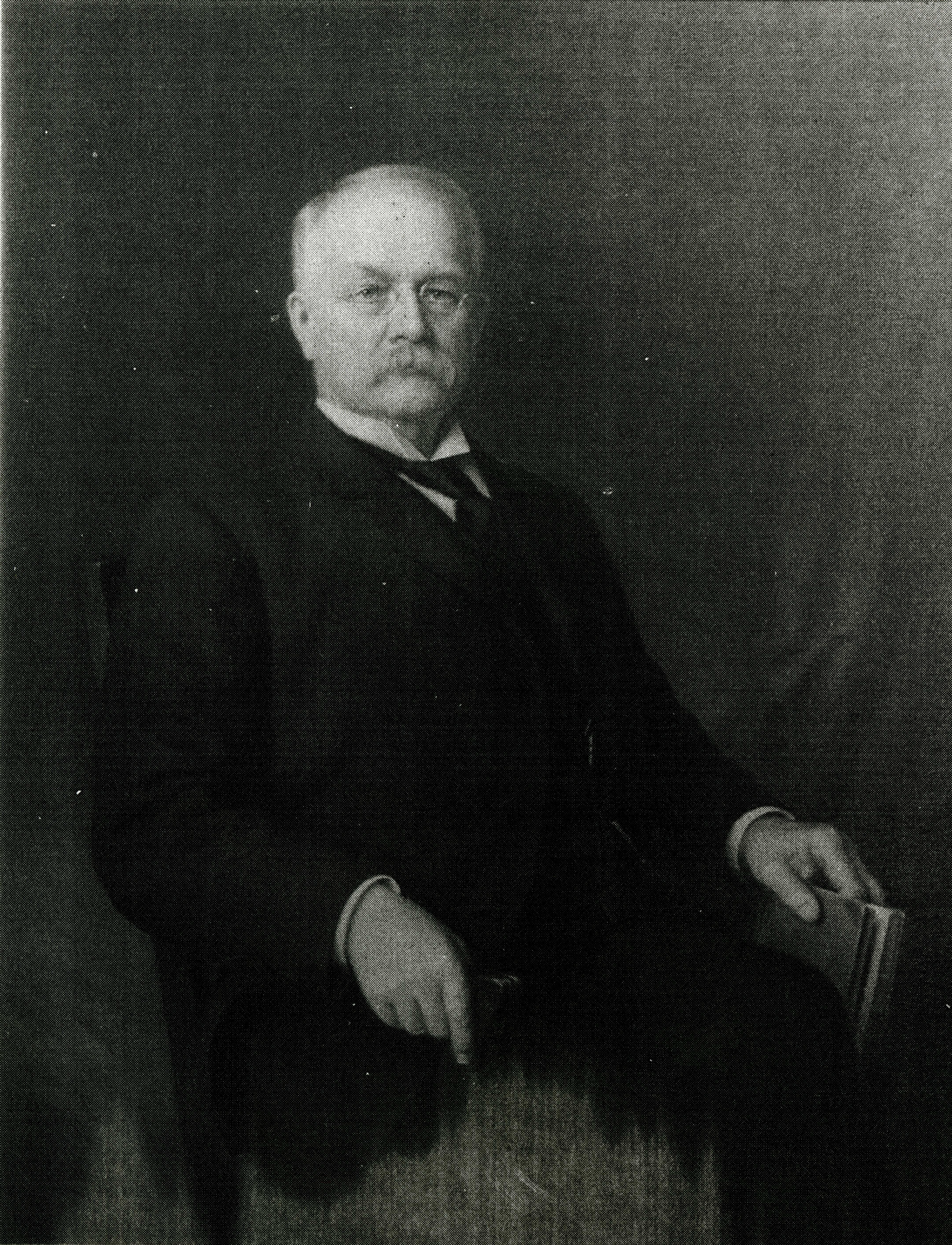
Harmon Northrop Morse (1848–1920)

- Morse, Harold Calvin Marston (1892–1977), US-amerikanischer Mathematiker
- Morse, Helen (* 1947), britisch-australische Schauspielerin
- Morse, Isaac Edward (1809–1866), US-amerikanischer Politiker
- Morse, Jedidiah (1761–1826), US-amerikanischer calvinistischer Geistlicher und Geograph
- Morse, Jeremy (1928–2016), britischer Bankmanager und Schachkomponist
- Morse, John Torrey (1840–1937), US-amerikanischer Historiker, Biograph und Anwalt
- Morse, Larry Allan (* 1945), US-amerikanischer Schriftsteller
- Morse, Lee (1897–1954), US-amerikanische Jazz- und Blues-Sängerin, Songwriterin, Gitarristin und Schauspielerin
- Morse, Leopold (1831–1892), US-amerikanischer Politiker
- Morse, Michael (* 1981), US-amerikanischer Freestyle-Skisportler
- Morse, Mitch (* 1992), US-amerikanischer American-Football-Spieler
- Morse, Neal (* 1960), US-amerikanischer Rockmusiker
- Morse, Oliver A. (1815–1870), US-amerikanischer Jurist und Politiker
- Morse, Philip M. (1903–1985), US-amerikanischer theoretischer Physiker
- Morse, Reed Franklin (1898–1992), US-amerikanischer Bauingenieur
- Morse, Richard (* 1957), haitianisch-amerikanischer Musiker und Hotelier
- Morse, Robert (1931–2022), US-amerikanischer Theater- und Filmschauspieler
- Morse, Rowena (1870–1958), US-amerikanische Theologin, Philosophin und Kunsthistorikerin
- Morse, Salmi (1826–1884), Unternehmer und Theatermacher
- Morse, Sam (* 1996), US-amerikanischer Skirennläufer
- Morse, Samuel (* 1983), US-amerikanischer Biathlet
- Morse, Samuel F. B. (1791–1872), US-amerikanischer Erfinder und Professor für Malerei, Plastik und Zeichenkunst
- Morse, Steve (* 1954), US-amerikanischer Gitarrist und Gründer der Dixie DregsSteve Morse (* 1954)

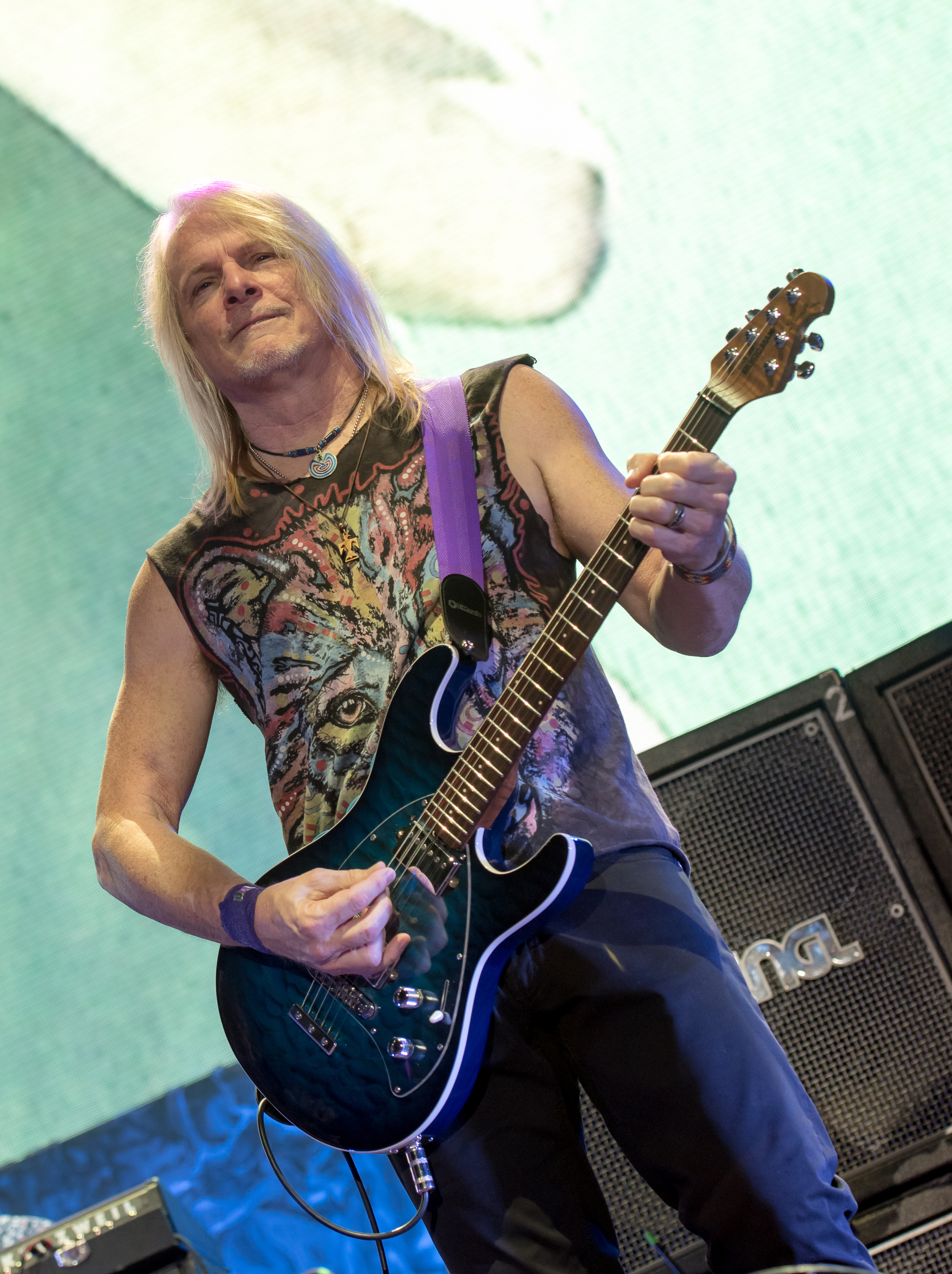
Steve Morse (* 1954)

- Morse, Susan E. (* 1952), US-amerikanische Filmeditorin
- Morse, Terry (* 1946), US-amerikanischer Biathlet
- Morse, Theodore F. (1873–1924), US-amerikanischer Komponist populärer Lieder
- Morse, Todd (* 1968), US-amerikanischer Musiker
- Morse, Wayne (1900–1974), US-amerikanischer Politiker und Anwalt
- Mörseburg, Maximilian (* 1992), deutscher Politiker (CDU), MdB
- Morselli, Arrigo (1911–1977), italienischer Fußballspieler
- Morselli, Guido (1912–1973), italienischer Schriftsteller
- Morsello, Massimo (1958–2001), italienischer Sänger, Komponist und Neofaschist
- Morseth, Dagfinn (1898–1958), norwegischer Architekt
- Morsey, Alexander (* 1973), deutscher Jazzmusiker (Kontrabass, auch Tuba, Komposition)
- Morsey, Andreas von (1888–1951), österreichischer Hof- und Staatsbeamter
- Morsey, Franz (1854–1926), österreichischer Politiker
- Morsey, Rudolf (1927–2024), deutscher HistorikerRudolf Morsey (1927–2024)

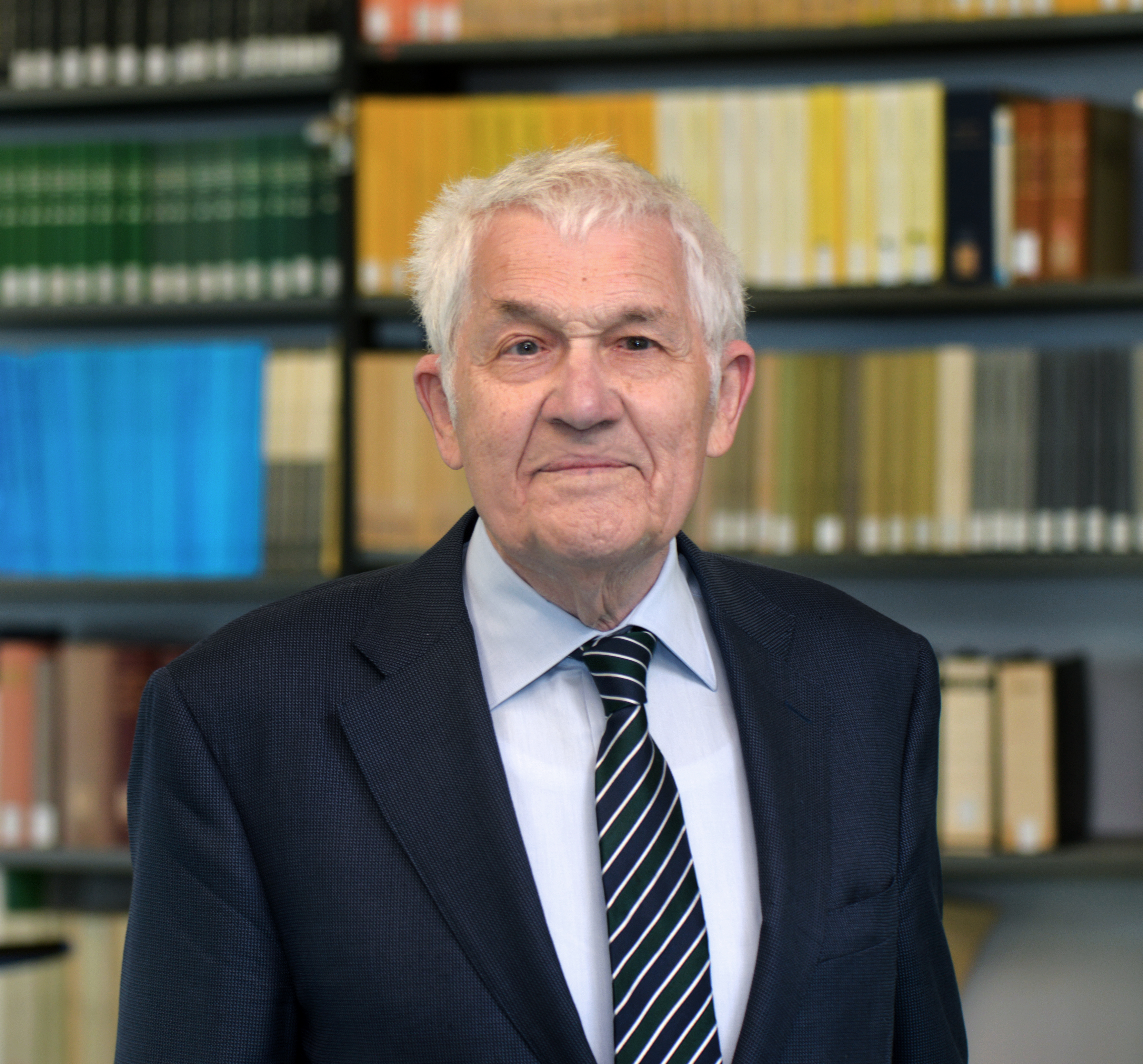
Rudolf Morsey (1927–2024)

- Morsey-Picard, Hans von (1854–1914), preußischer Bergmeister

### Morsh
- Morshäuser, Bodo (* 1953), deutscher Schriftsteller
- Morshead, Leslie (1889–1959), australischer Generalleutnant
- Morshed, Ali Kaiser Hasan (1932–2023), pakistanischer Diplomat
- Morshower, Glenn (* 1959), US-amerikanischer SchauspielerGlenn Morshower (* 1959)

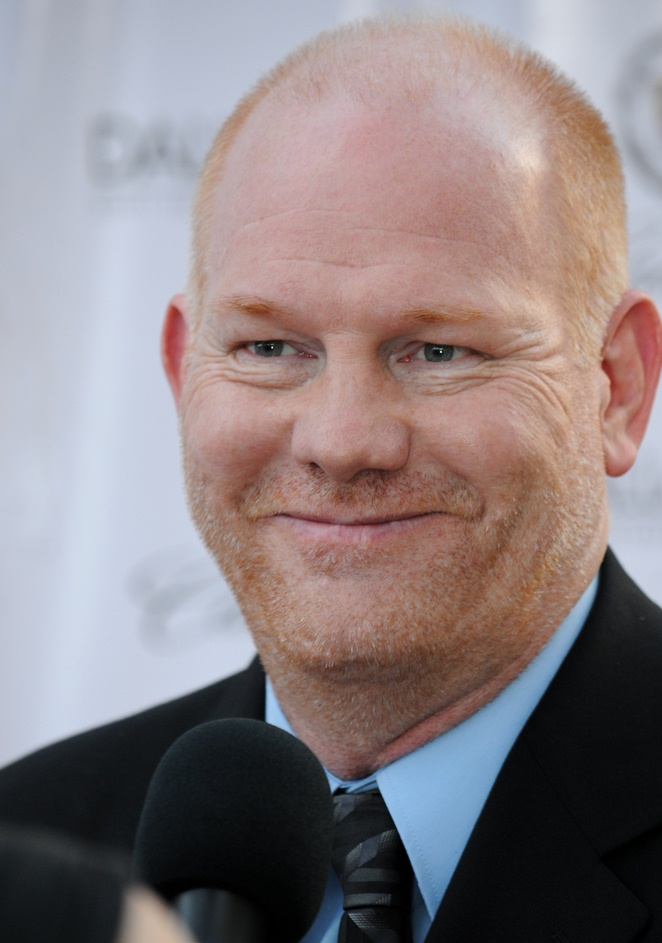
Glenn Morshower (* 1959)

### Morsi
- Morsi, Ahmed (* 1930), ägyptischer Maler und Dichter
- Morsier, Auguste de (1864–1923), Schweizer Ingenieur, Journalist und Frauenrechtler
- Morsier, Emilie de (1843–1896), Schweizer Schriftstellerin und Frauenrechtlerin
- Morsier, Georges de (1894–1982), Schweizer Neurologe und Psychiater
- Morsink, Henk (* 1956), niederländischer Generalmajor
- Morsius, Joachim (* 1593), deutscher Polyhistor und Theosoph

### Morsk
- Morskowa, Natalja Gennadjewna (* 1966), russisch-spanische Handballspielerin und -trainerin

### Morso
- Morson, Ian (* 1947), englischer Schriftsteller

### Morsp
- Mörsperg, Anna von († 1551), Äbtissin von Lichtenthal

### Morst
- Morstadt Picasso, Carlos Alberto (* 1990), chilenischer Springreiter
- Morstadt, Bärbel (* 1975), deutsche Klassische Archäologin
- Morstadt, Karl Eduard (1792–1850), deutscher Rechtswissenschaftler und Hochschullehrer
- Morstadt, Vincenc (1802–1875), tschechischer Maler
- Morstadt, Wilhelm (1829–1893), deutscher Kaufmann und Politiker (NLP), MdR
- Morstatt, Else (* 1880), deutsche Schriftstellerin
- Morstead, Thomas (* 1986), US-amerikanischer American-Football-Spieler
- Mörstedt, Alfred Traugott (1925–2005), deutscher Zeichner und Grafiker
- Morstein Marx, Fritz (1900–1969), deutsch-amerikanischer Politik- und Verwaltungswissenschaftler
- Morstein, Karl Heinrich von (1758–1842), Landrat im Kreis Oletzko

### Morsy
- Morsy, Sam (* 1991), ägyptisch-englischer Fußballspieler

### Morsz
- Morsztyn, Georg der Ältere, krakauischer Ratsherr und Kaufmann
- Morsztyn, Georg der Jüngere († 1500), krakauischer Ratsherr und Kaufmann
- Morsztyn, Jan Andrzej (1621–1693), polnischer Dichter, Angehöriger des Landadels und Politiker
- Morsztyn, Johannes der Ältere (1481–1541), krakauischer Ratsherr, Bankier und Kaufmann
- Morsztyn, Johannes der Jüngere († 1581), krakauischer Ratsherr, Bankier und Kaufmann
- Morsztyn, Peter (1455–1526), krakauischer Ratsherr, Bankier und Kaufmann
- Morsztyn, Stanislaus der Ältere, krakauischer Ratsherr und Kaufmann
- Morsztyn, Stanislaus der Jüngere, krakauischer Ratsherr, Bankier und Kaufmann
- Morsztyn, Stanisław († 1725), polnischer Dichter und Politiker
- Morsztyn, Zbigniew († 1689), polnischer Schriftsteller